# Lion Albani
Le Lion Albani est une statue romaine en basalte vert du Ier siècle de notre ère, représentant un lion avec une sphère en marbre jaune sous une patte. Il provient de la célèbre Collection Albani amassée par le cardinal Albani dans sa Villa Albani à Rome. Elle se trouve actuellement dans le Département des antiquités grecques, étrusques et romaines du musée du Louvre (numéro d'inventaire Ma 1355) à Paris, France.
Le Lion Albani est probablement une reproduction d'une statue grecque en bronze plus ancienne, en effet le basalte était fréquemment utilisé au Ier siècle de notre ère pour les reproductions de bronzes grecs.

## Littérature
- Richard Delbrueck : Antike Porphyrwerke, Berlin, Leipzig, 1932 (Studien zur spätantiken Kunstgeschichte 6), page 60 (en allemand, référencé sur Google Livres et uni-koeln.de)